# Йозеф фон Айхендорф
Барон Йозеф Карл Бенедикт фон Айхендорф (Ейхендорф) (нім. Joseph Karl Benedikt Freiherr von Eichendorff; 10 березня 1788, замок Любовіц поблизу Ратибора, Верхня Сілезія — 26 листопада 1857, Найсе, Верхня Сілезія) — німецький поет і прозаїк епохи романтизму. Його ліричні твори були покладені на музику близько 5000 разів.

## Біографія

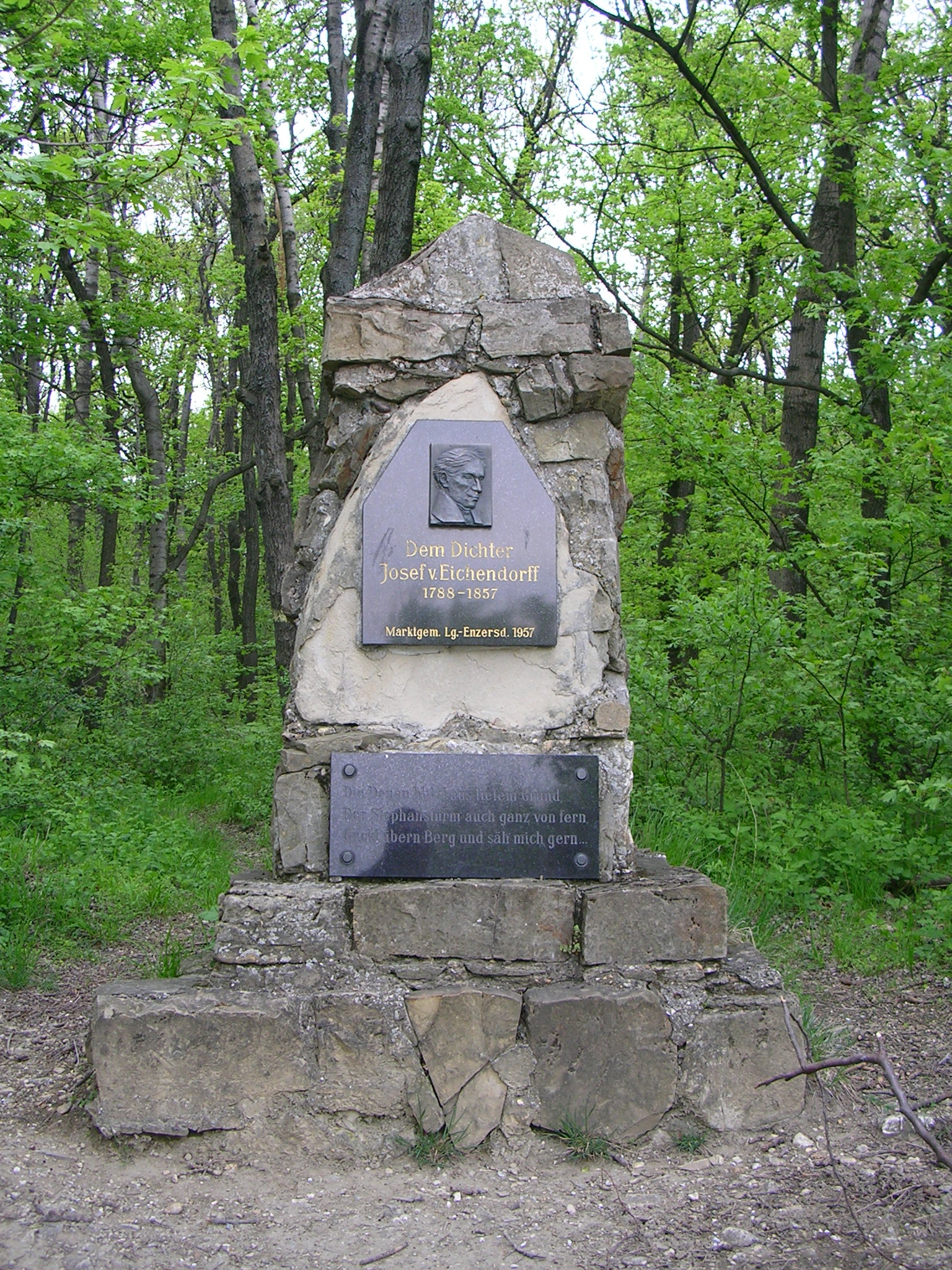
Пам'ятник в Штамерсдорфі

Йозеф фон Айхендорф народився в дворянській католицькій родині. В 1801–1805 рр. разом з братом навчався в католицькій гімназії в Бреслау, в 1805–1806 роках вивчав право в університеті м Галле, в 1807–1808 рр. — В Гайдельберзькому університеті. В 1810–1812 рр. завершив освіту в Відні.
В 1813–1815 рр. брав участь у війні за звільнення проти Наполеона. В 1816 р. поступив на прусську державну службу в Бреслау, з 1821 р був радником у справах церкви і школи в Данцигу, з 1824 р — в Кенігсбергу. З 1831 р. служив в Берліні, в 1841 р. отримав чин таємного радника. У 1844 р. вийшов у відставку. Останні роки життя провів в Данцігу, Відні та Дрездені.
Айхендорф був знайомий з багатьма видатними людьми свого часу, такими як Ахім фон Арнім, Клеменс Брентано, Генріх фон Кляйст, Фрідріх Шлегель та інші.
З 1931 р існує Товариство Айхендорфа, що досліджує життя і творчість письменника. В 1956 р була заснована літературна премія імені Айхендорфа.

## Творчість
Йозеф фон Айхендорф належить до найбільш значних німецьких ліриків. Для більшості його віршів характерні спокійний світогляд, глибоке релігійне почуття, увага до природи. Численні вірші були покладені на музику такими композиторами, як Роберт Шуман («Місячна ніч», «Прекрасна чужина»), Фелікс Мендельсон («Нічна пісня», «Прощання з лісом»), Гуґо Вольф (Цикл пісень на вірші Айхендорфа), Ріхард Штраус («Im Abendrot» з циклу «Vier letzte Lieder») та інші. Крім того, фон Айхендорф писав прозу і драми.
З середини 30-х рр. фон Айхендорф займався літературно-історичними дослідженнями, робив переклади з іспанської.

## Твори

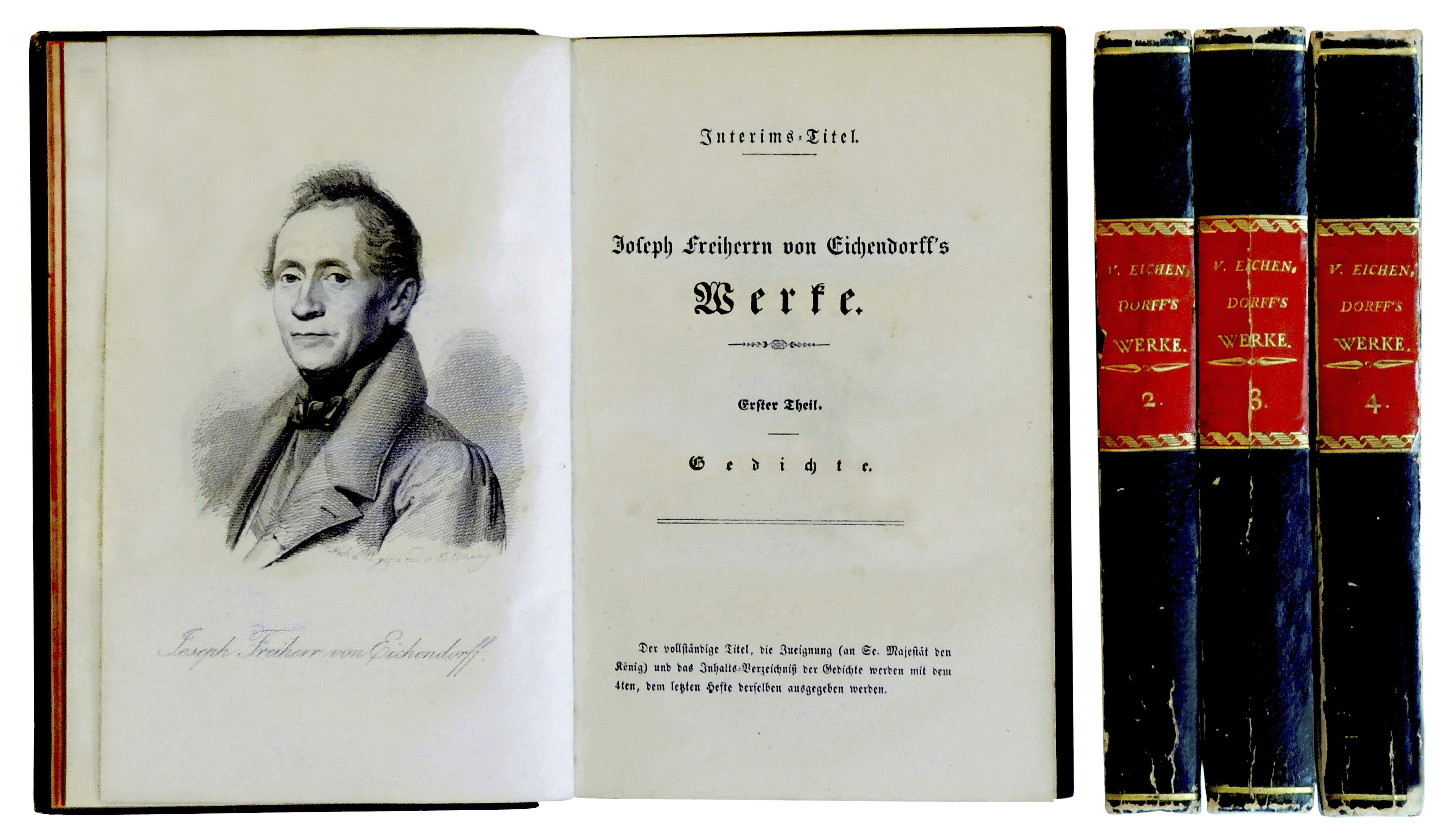
Зібрання творів Айхендорфа.

### Проза
- «Осінні чари» (Die Zauberei im Herbste) (1808)
- «Передчуття і сьогодення» (Ahnung und Gegenwart) (1815)
- «Мармурова статуя» (Das Marmorbild) (1819)
- «З життя одного нероби» (Aus dem Leben eines Taugenichts) (1826)
- «Багато галасу з нічого» (Viel Lärmen um nichts) (1833)
- «Поети та їх приятелі» (Dichter und ihre Gesellen) (1834)
- «Замок Дюранда» (Das Schloß Dürande) (1836)
- «Нещаслива зірка» (Unstern) (1839)
- «Викрадення» (Die Entführung) (1839)
- «Морська подорож» (Eine Meerfahrt) (1841)
- «Лицарі щастя» (Die Glücksritter) (1841)

### Епос
- «Юліан» (Julian) (1853)
- «Луцій» (Lucius) (1857)

### Історико-літературні праці
- Про етичне та релігійне значення нової романтичної поезії в Німеччині (Über die ethische und religiöse Bedeutung der neuen romantischen Poesie in Deutschland) (1847)
- Німецький роман 18 століття і його зв'язки з християнством (Der deutsche Roman des 18. Jahrhunderts in seinem Verhältnis zum Christentum) (1851)
- До історії драми (Zur Geschichte des Drama) (1854)
- Історія поетичної літератури Німеччини (Geschichte der Poetischen Litteratur Deutschlands) (1857).